# Politeisme

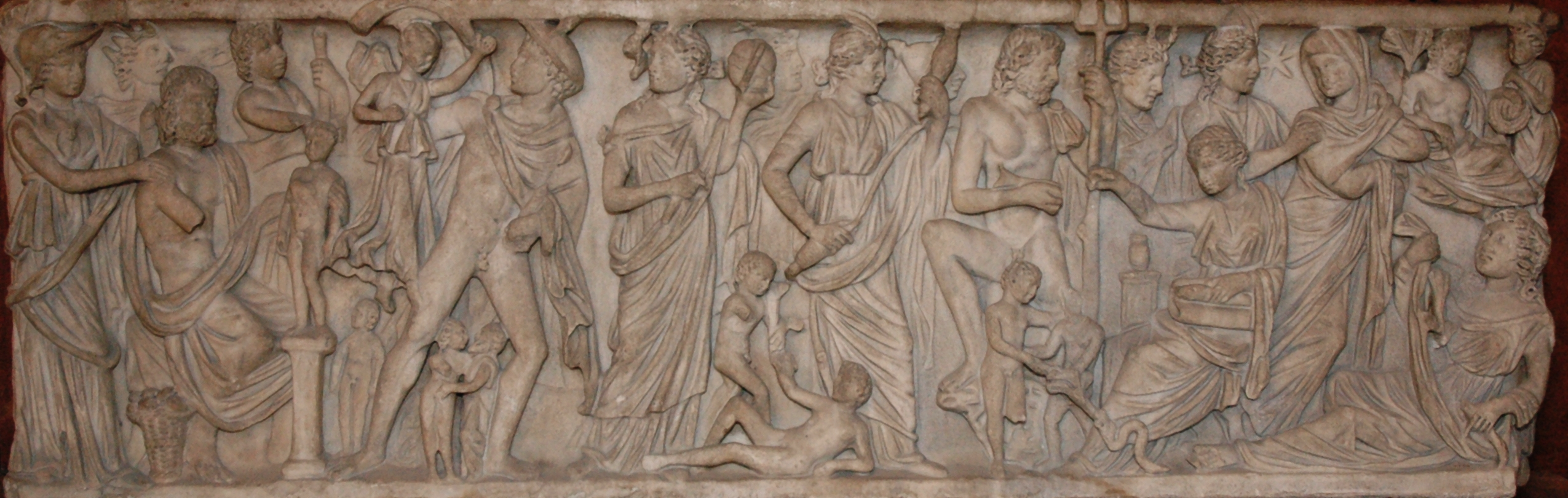
Processó dels déus al sarcòfag de Prometeu, c. 240 aC, al Museu del Louvre

El politeisme (del grec: πολλοί θεός: molts déus) consisteix a creure i/o adorar molts déus o divinitats. És una forma de religió que reconeix diverses divinitats, més o menys independents. El terme va ser inventat per Filó d'Alexandria al segle i, si bé designa una realitat molt més antiga. L'origen del mot «politeisme» prové dels ètims grecs poly -«molts»- i theoi -«déus»-. El terme va ser encunyat per l'autor jueu Filó d'Alexandria, que el volia fer servir en les seves discussions amb els grecs. Durant l'època en la qual el cristianisme s'estava estenent per Europa i el Mediterrani, els no cristians eren anomenats gentils (un terme que al seu origen era utilitzat pels jueus per referir-se als no jueus), pagans o idòlatres, aquest últim, més pejoratiu. L'ús de la paraula en el seu sentit actual s'origina en el francès, per l'autor Jean Bodin el 1580, seguit per l'ús que en fa Samuel Purchas en anglès el 1614.
El politeisme, doncs, és una construcció religiosa i un tipus de teisme que contrasta amb el monoteisme, la creença en un Déu singular. Els politeistes no sempre rendeixen culte a tots els déus per igual, però poden ser henoteistes, que s'especialitzen en l'adoració d'una deïtat en particular. Altres poden ser politeistes kathenoteistes, que poden adorar deïtats diferents en moments diferents. Alguns cultes henoteistes van acabar essent monoteistes amb el pas del temps. Els déus principals de cada panteó acostumen a estar emparentats amb relacions de parentiu.
La gran majoria de les religions són politeistes, per bé que el total d'adherents de les tres grans religions monoteistes -anomenades “abrahàmiques’’: Islam, cristianisme i judaisme-, les que afirmen que només hi ha un sol Déu, actualment supera el d'aquelles degut a la forta expansió de les religions monoteistes, mitjançant el proselitisme i en forces ocasions la violència, especialment durant l'edat mitjana. Les divinitats politeistes solen tenir una vinculació molt directa amb la natura, les activitats de la vida quotidiana o els cicles vitals (generalment les divinitats relacionades amb la mort, el més enllà o els difunts tenen una gran rellevància), que contrasten amb la dimensió eminentment transcendent del monoteisme.
El politeisme era la forma típica de religió durant l'edat del bronze i l'edat del ferro fins a l'Era axial i en alguns casos van patir un desenvolupament gradual cap al monoteisme o panteisme i, en èpoques més recents, l'ateisme racionalista. Està ben documentat en les religions històriques de l'antiguitat clàssica, especialment el politeisme grec i el politeisme romà, i després de la decadència del politeisme grecoromà, en les religions tribals com el 
paganisme germànic o la mitologia eslava. La propagació del concepte apareix davant l'existència de les religions monoteistes. De fet, les religions antigues van tenir un component molt polític, i existien grans panteons de deïtats associades amb les tradicions de cada lloc. La majoria de religions antigues eren politeistes i tenien panteons de déus tradicionals, sovint acumulats durant els segles d'intercanvis culturals i d'experiències locals.
Les religions politeistes actuals inclouen l'hinduisme, el xintoisme, algunes formes de la wicca (una religió neopagana fundada per Gerald Gardner el 1930), el vodú,la religió popular xinesa, el druïdisme, el taoisme, el candomblé, Thelema i l'asatrú. El budisme, l'hinduisme, i algunes religions neopaganes són politeistes en la mesura que es tracta d'un filosofia teològica que manté l'adoració de diversos aspectes de la Divinitat. Alguns estudiosos jueus i islàmics veuen la doctrina cristiana de la trinitat relacionada amb el politeisme, un concepte que els cristians, en general, rebutgen enèrgicament.

## Politeisme en l'antiguitat

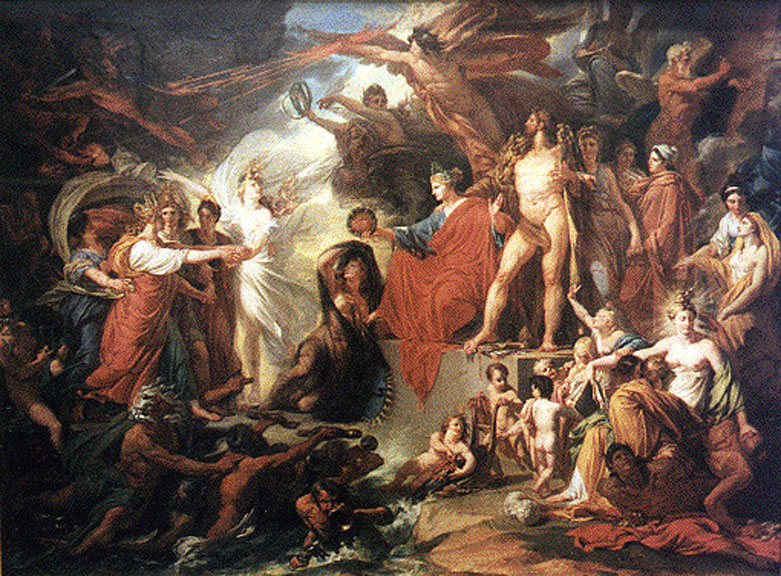
Déus del panteó grec

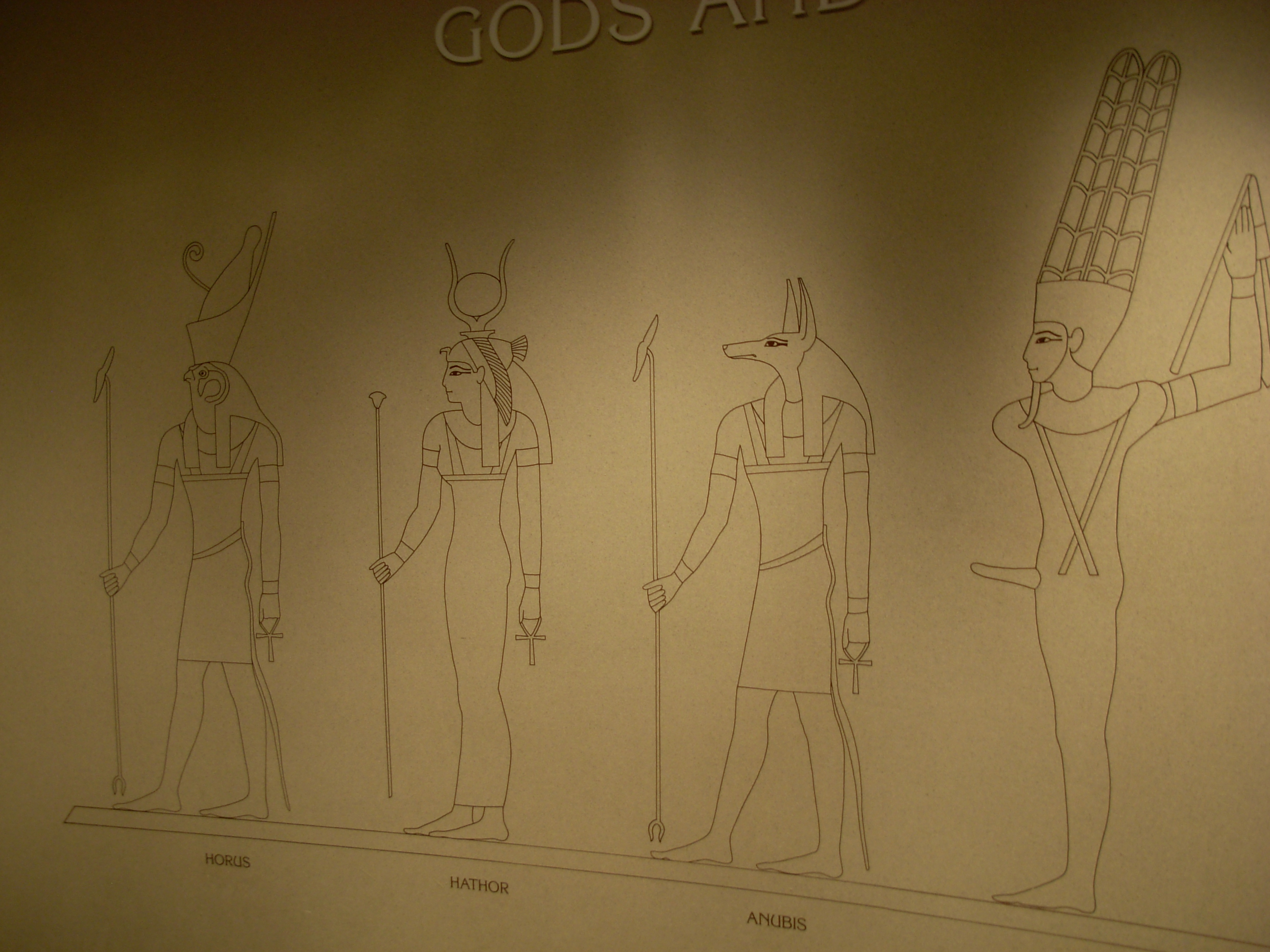
Déus del panteó egipci

Al llarg de la història, alguns exemples destacats de politeisme els trobem a la cultura sumèria, l'egípcia, a la mitologia dels Aesir i els Vanir –els dos panteons de la mitologia nòrdica, superior i menor respectivament–, l'Orishas dels iorubes, els déus dels asteques i molts altres. Avui en dia la majoria de les religions del passat són politeistes i s'interpreten amb relació a la mitologia, fins i tot si les històries sobre els déus que han desenvolupat aquestes cultures formen part de cultes i de pràctiques religioses. Les excepcions són poques; entre elles es troben la religió abrahàmica i, possiblement, l'atonisme promulgat aproximadament cap a l'any 1350 aC per Akhenaton a l'Antic Egipte.
En moltes civilitzacions, el panteó de deus tendia a créixer amb el pas del temps. Les deïtats particulars, que eren adorades originalment en alguns llocs i zones específiques, s'integraren en el culte religiós d'altres ciutats i territoris després dels enfrontaments entre els pobles, dels conflictes periòdics entre dos poders territorials. Un exemple d'aquest tipus de canvis es pot observar en l'evolució al voltant de les divinitats anomenades genius loci, que eren els esperits locals.
L'antropomorfisme és un altre tret molt característic del politeisme i fa referència a les emocions, motivacions i conductes que són similars a les de l'home. Així, els déus del politeisme són sovint retratats com personatges complexos de més o menys estatus, amb les habilitats, necessitats, desitjos i històries, en molts aspectes similars als trets dels éssers humans, però amb poders individuals addicionals, habilitats, coneixement o percepció sobrehumanes. Hom ha suggerit que aquest fenomen és en l'origen de la divinització de determinades formes d'autoritat, com és el cas dels faraons a l'Antic Egipte, els emperadors de l'antiga Roma i a la Xina, per citar algunes de les grans civilitzacions. El politeisme és independent de l'estadi cultural i és present tant en les societats més primitives com en civilitzacions sofisticades com per exemple la babilònica, la sumèria, la xinesa, maia, l'asteca, incaica, la grecoromana, o l'egípcia, i és un element conspicu de religions molt esteses com per exemple el taoisme, el xintoisme o l'hinduisme.

## Déus i divinitats
Els politeistes radicals creuen que els déus són éssers diferents i independents, però també poden creure en un principi unificador, com és el cas dels platònics. Els politeistes moderats respecten la multiplicitat de déus, però l'arriben a considerar com una multiplicitat d'una unitat divina superior, no un Déu personal com en les religions monoteistes, sinó més aviat una múltiple realitat divina. De fet, aquest monisme s'estén i en una certa manera s'apropa al monoteisme, però sense forma i sense els atributs que el constitueixen. L'exemple més característic seria el del Braman, amb corrents hinduistes com el Vedanta i el Ioga, i representa un concepte filosòfic i espiritual que fa referència al principi originari de l'Univers. Fins i tot alguns moderns corrents neopagans segueixen aquest model.
El politeisme no pot ser netament separat de les creences animistes que prevalen en la majoria de les religions populars. Els déus del politeisme són, en molts casos, el més alt nivell d'un continu d'éssers sobrenaturals o esperits, que pot incloure avantpassats, dimonis, espectres i altres éssers màgics o mistèrics. En alguns casos aquests esperits es divideixen en celestials o ctònics (de l'Inframon), i la creença en l'existència de tots aquests éssers no implica que tots siguin venerats per igual.
Encara que moltes formes del budisme inclouen la veneració als bodhisattva, aquests no són vistos com a entitats divines. Per contra, els bodhisattva es consideren uns éssers humans que han assolit un major nivell d'il·luminació, i un dels principis del budisme és que, en el curs de moltes vides, qualsevol ésser humà pot arribar a un nivell similar.
Que una persona pot creure en diversos déus no vol dir necessàriament que tots ells han de ser adorats. Molts politeistes creuen en l'existència de més d'un déu, però només n'adoren un o alguns d'ells. Max Müller parla d'una tendència al culte dirigida a un ésser o principi, reconegut com a tal, però que té moltes manifestacions; aquest tipus de teisme es va anomenar henoteisme. Algunes persones veuen l'henoteisme com una forma de monoteisme, i altres, com a monisme; també alguns historiadors han afirmat que les religions monoteistes s'han originat de l'henoteisme. Des de la perspectiva dels cristians, els jueus i els musulmans actuals, però, l'henoteisme es considera com un equivalent del politeisme i una concepció allunyada del seu sistema religiós.

## Tipus de deïtats
Alguns tipus de deïtats que sovint es troben en el politeisme poden incloure:
- Deïtat creadora
- Heroi cultural
- Deïtat de la mort (ctònic)
- Deïtat de la vida-mort-renaixement
- Deessa de l'amor
- Deessa mare
- Deïtat política (com un rei o emperador)
- Deïtat del cel (celestial)
- Deïtat solar
- Deïtat Entabanadora
- Deïtat de l'aigua
- Déus de la música, les arts, la ciència, l'agricultura o altres activitats.

## Diferències entre monoteisme i politeisme
La fe, el creure, és la base del monoteisme; les creences i la fe són conceptes aliens al politeisme. Les religions politeistes no plantegen el problema dels orígens i la creació; en la majoria d'elles el món és etern, o almenys troba el seu origen en un caos primordial, per la intervenció o no dels déus.
Enfront de la diversitat i la multiplicitat del món, certes formes del politeisme consideren la multiplicitat de creacions i orígens, que es produeixen per la transformació de l'existent. Per tant, no existeix en conseqüència, en les religions paganes, un mite de la creació que els fidels han d'acceptar de manera dogmàtica, encara que hi pugui haver una història predominant, com per exemple, la Teogonia d'Hesíode.
Cada religió pagana té el seu propi panteó, que encara que és relativament estable, admet alguns canvis: pot desenvolupar-se i nous déus poden incorporar-se, per importació d'altres cultes o pel naixement de nous cultes locals. Tot i així, s'ha de tenir en compte que si un nou déu s'incorpora i té unes característiques molt similars a un que ja preexisteix, s'unifica generalment en una sola figura que generalment porta el nom de la deïtat tradicional.
El culte està basat en la veneració dels déus, dels quals un o un petit grup en destaquen com a més importants, a fi d'assumir les característiques de la principal deïtat. En el cas que el culte als déus menys importants desaparegui i només romangui activa la veneració a un déu principal, llavors es parla d'henoteisme.

## Mitologia i religió
En l'època clàssica, Sal·lusti d'Èmesa (segle iv dC) categoritzà la mitologia en cinc tipus:
1. Teològica
2. Física
3. Psicològica
4. Material
5. Mesclada

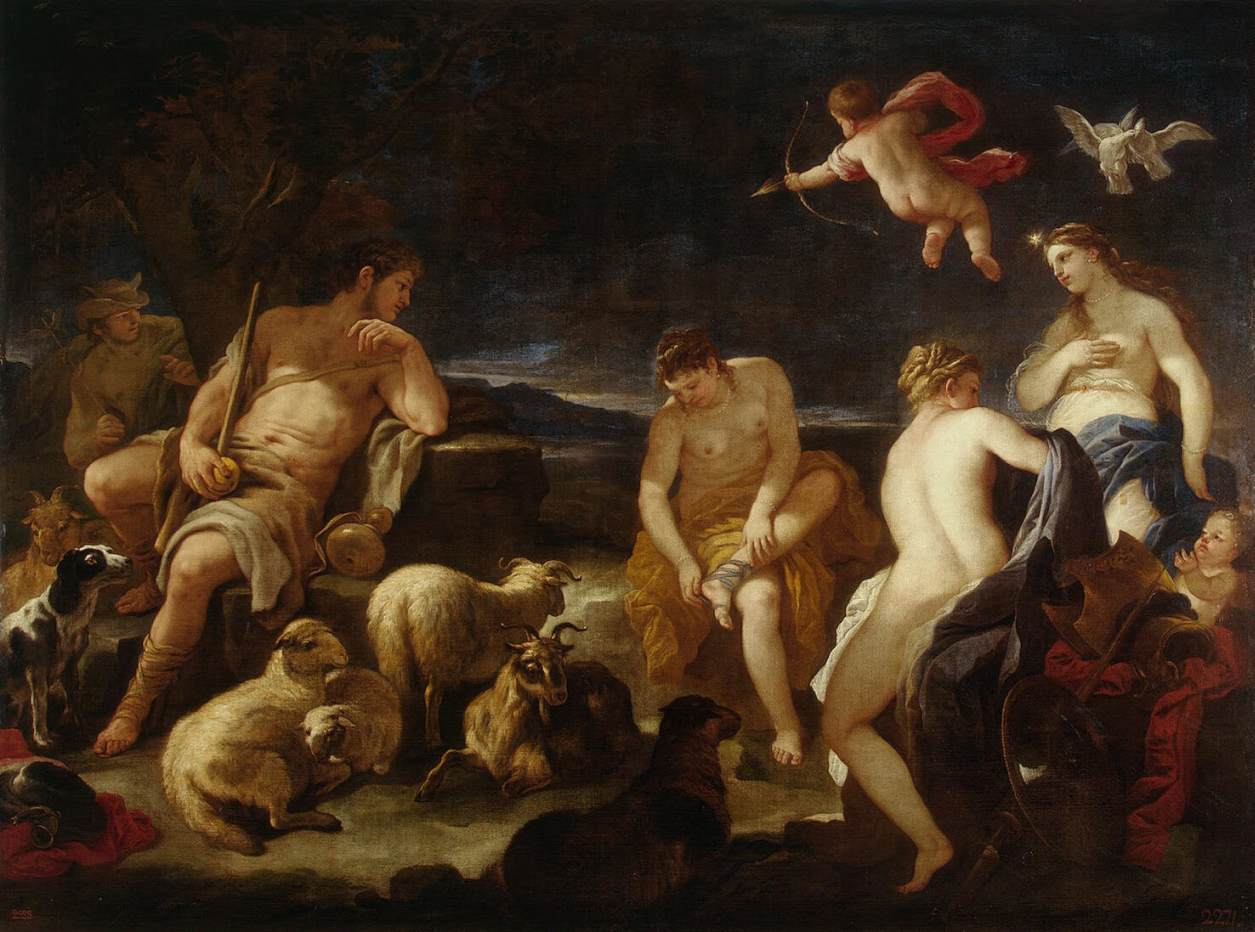
El judici de Paris, de Luca Giordano

La teològica són aquests mites que no utilitzen cap forma visible, sinó que contemplen l'essència mateixa dels déus: per exemple, Chronos s'empassà els seus fills. Atès que la divinitat és intel·lectual, i tot es torna intel·lecte en si mateix, aquest mite s'expressa en l'al·legoria de l'essència de la divinitat.
Els mites poden ser considerats físicament quan expressen l'activitat dels déus al món.
La forma psicològica consisteix a considerar (mites com al·legories de) les activitats de la mateixa ànima i / o els actes del pensament de l'ànima.
La material consisteix a considerar els objectes materials com si en realitat fossin déus, per exemple: anomenar a la terra, Gaia, Okeanos a l'oceà o Tifó a la calor.
El tipus mixt de mite pot ser vist en molts casos, per exemple, diuen que en un banquet dels déus, Eris, la discòrdia, va llençar una poma d'or proclamant que tan sols podia tenir-la la més bella i les deesses van lluitar per ella, i així van ser enviades per Zeus a Paris per ser jutjades per ell. Paris va veure Afrodita com la més bella i li va donar la poma. Aquí el banquet representa els poders hipercòsmics dels déus, per això estan tots junts. La poma d'or és el món, que es va formar a partir dels oposats, i és, naturalment, "llançada per Eris" (o la discòrdia). Els diferents déus atorguen dons diferents sobre el món i, per tant, es diu que "lluiten per la poma". I l'ànima que viu d'acord amb el sentit -perquè això és el que París és- no veu els altres poders del món, sinó només la bellesa, declara que la poma pertany a Afrodita.

## Relació amb la idolatria
El politeisme és vist per molts monoteistes com una forma d'idolatria. Els monoteistes afirmen que tot el poder prové d'un únic Déu i no d'altres entitats o agents. Encara que alguns politeistes van arribar a acceptar una visió jeràrquica en la qual hi havia una gran divinitat que estava per damunt dels altres, això implicava la idea que el poder del Déu suprem era poc o molt limitat per la presència d'alguna entitat divina per separat, i així, fins i tot tot i ser més potent, és com un rei entre els homes, tot i dotat d'un poder absolut. Atès que els monoteistes creuen en un Déu, generalment consideren pecaminós aprovar el politeisme.
Tanmateix, algunes religions monoteistes tenen una jerarquia d'éssers divins, com els àngels, que són els "ajudants" de Déu. Això no és molt diferent de la noció d'un déu suprem amb una jerarquia d'éssers divins o ajudants, que venen acceptant els politeistes. La diferència entre les criatures angelicals de la tradició judeocristiana i els déus que acompanyen Zeus en el politeisme grecoromà, és la seva naturalesa no antropomòrfica i no antropocèntrica; només són esperits que viuen eternament, sense pes i sense el material constitutiu d'un cos humà, sense la necessitat del cos que se'n deriva. A diferència dels déus, no tenen un camp en el qual actua –la guerra, l'amor, el mar o el sol–, però tots poden actuar en qualsevol camp, sempre en dependència directa de la voluntat de Déu. No existeix un nombre exacte d'éssers, que poden augmentar o disminuir segons el moment, i alguns tenen una autonomia de decisió, ja que també poden optar a convertir-se en seguidors de Déu o trair-lo i convertir-se en dimonis.

## Politeisme històric

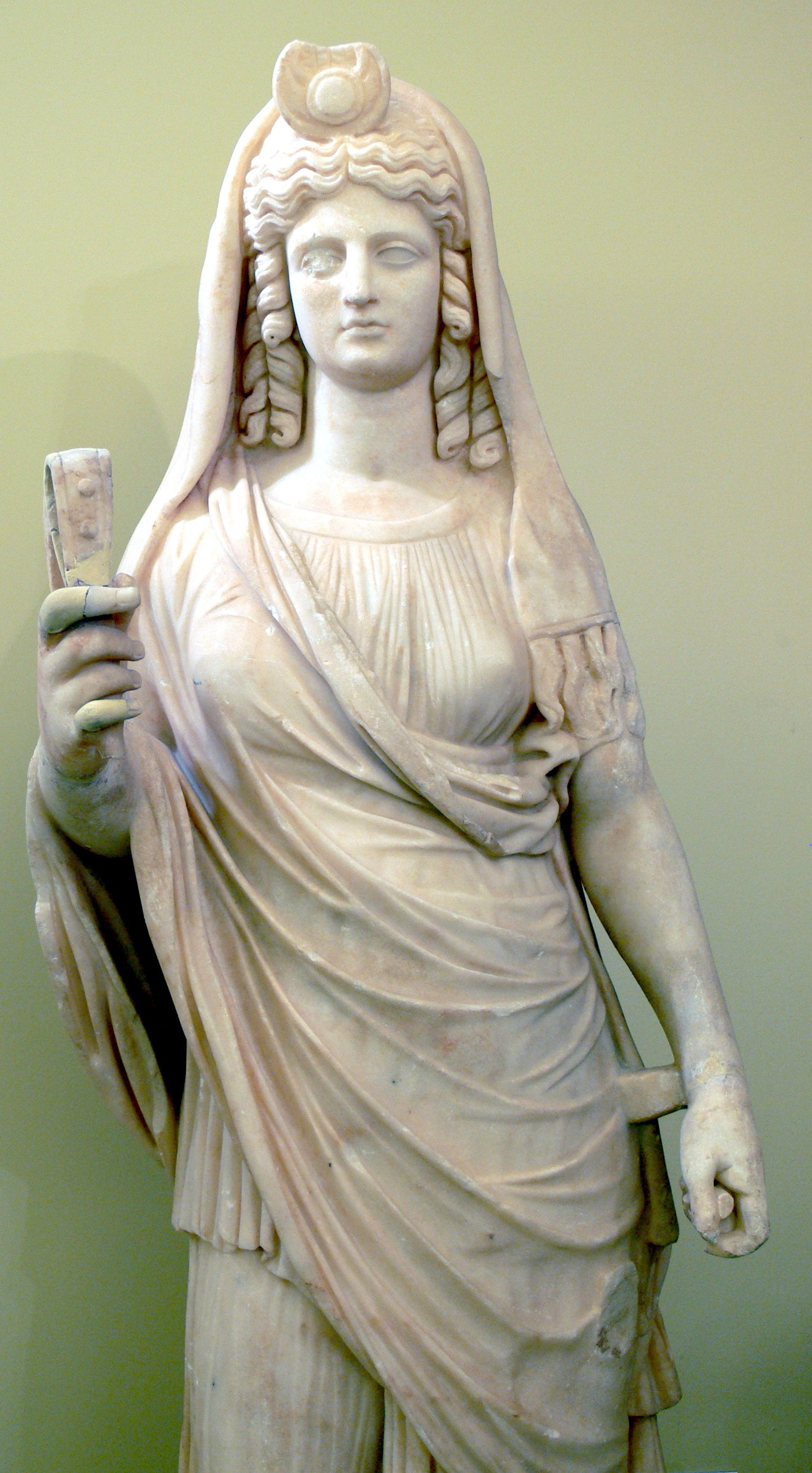
Isis-Persèfone, el sincretisme entre la religió romana i les religions que anava absorbint l'Imperi es va fer present en escultures com aquesta, que aglutina Isis (deessa egípcia) i Persèfone.

Alguns coneguts panteons politeistes històrics inclouen la sumèria els déus egípcis, i el panteó clàssic que inclou l'antiga religió grega i la religió romana. Religions politeistes post-clàssiques inclouen la mitologia nòrdica dels Æsir i els Vanir, els Ioruba, els déus de la mitologia asteca, i moltes d'altres. Avui en dia, les religions politeistes històriques són referides pejorativament com "mitologia", encara que les històries culturals que parlen dels seus déus s'han de distingir del seu culte o pràctica religiosa. Per exemple, les deïtats representades en els conflictes de la mitologia encara es veneraven de vegades en el mateix costat del temple de l'altre, el que il·lustra la distinció en la ment dels devots entre el mite i la realitat. Degut a la gran similitud i relacions entre les antigues religions europees s'especula, dins la religió comparada, que hi va haver una religió protoindoeuropea, de la qual les religions dels diferents pobles indoeuropeus es deriven, i que aquesta religió va ser una religió naturalista essencialment numenistica. Un exemple d'una noció religiosa d'aquest passat comú és el concepte de Dyeus, que es documenta en diversos sistemes religiosos diferents.
Com s'ha dit més amunt, els panteons de moltes civilitzacions tendeixen a créixer amb el temps. Deïtats primer adorades com a patrons de ciutats o llocs van recollir-se juntes quan els imperis es van estendre per territoris més grans. Les conquestes podien donar lloc a la subordinació del panteó de la cultura major a una més nou, com en el cas grec de la Titanomàquia, i possiblement també el cas dels Æsir i Vanir als mites nòrdics. L'intercanvi cultural podia conduir al fet que "la mateixa" deïtat estigués reconeguda en dos llocs sota diferents noms, com els grecs, etruscs i romans, i també a la introducció d'elements d'una religió "estrangera" en un culte local, com el déu d'Egipte Osiris, adorat amb el temps a l'antiga Grècia.
Sistemes de creences més antics sostenien que els déus influenciaven les vides humanes. No obstant això, el filòsof grec Epicur va sostenir que els déus vivien incorruptibles, éssers feliços que no es molesten a si mateixos amb els assumptes dels mortals, però que poden ser percebuts per la ment, sobretot durant el son. Epicur creia que els déus eren materials, semblants als humans, i que habiten els espais buits entre els mons.
La religió hel·lenística encara pot considerar-se com politeista, però amb forts components monistes, i el monoteisme finalment sorgirà de les tradicions hel·lenístiques a l'Antiguitat tardana en forma de neoplatonisme i la teologia cristiana.
Del Neolític
- Religió Serer[5]

De l'edat del bronze a l'antiguitat clàssica
- Religions de l'antic Pròxim Orient
  - Religió de l'Antic Egipte
  - Religió semítica antiga
- Religió vèdica històrica
- Religió grega antiga
- Antiga religió romana
- Politeisme celta

De l'Antiguitat tardana a l'alta edat mitjana
- Paganisme germànic
- Paganisme eslau
- Paganisme bàltic
- Paganisme finès

### Antiga Grècia

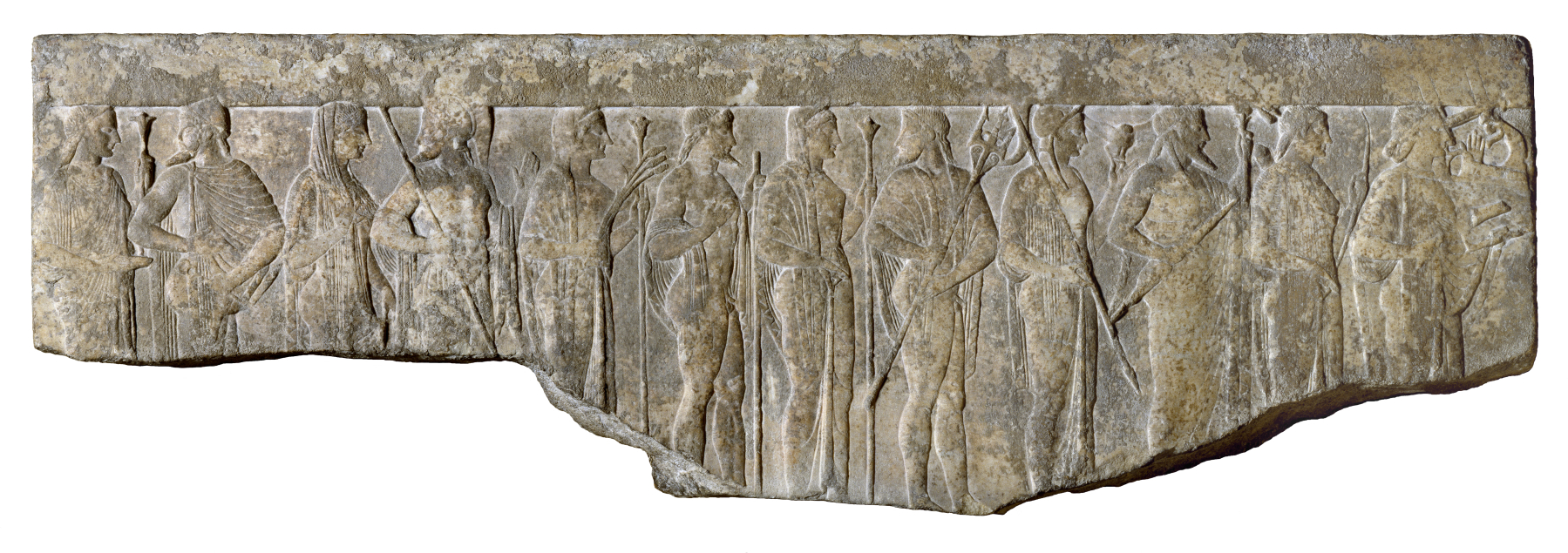
Els Dotze Olímpics

L'esquema clàssic a l'antiga Grècia dels dotze olímpics (els Dotze Canònics de l'art i la poesia) van ser: Zeus, Hera, Posidó, Atena, Ares, Demèter, Apol·lo, Àrtemis, Hefest, Afrodita, Hermes, i Hèstia. Encara que se suggereix que Hestia va renunciar quan Dionís va ser convidat a l'Olimp, aquest és un tema de controvèrsia. Robert Graves, a Els mites grecs cita dues fonts en les quals òbviament Hestia no va cedir el seu lloc, encara que se suggereix que ho va fer. Hades sovint era exclòs perquè habitava en l'Inframòn. Tots els déus tenien un poder. Hi va haver, però, una gran quantitat de fluïdesa quant a qui va ser comptat entre ells a l'antiguitat Diferents ciutats sovint adoraven les mateixes deïtats, de vegades amb epítets que els distingien i especificaven la seva naturalesa local.
El politeisme hel·lènic s'estengué més enllà de la Grècia continental, a les illes i costes de Ionia de l'Àsia Menor, a Magna Grècia (Sicília i el sud d'Itàlia), i per les colònies gregues disperses a la Mediterrània occidental, com Massalia (Marseille) o Empúries (Emporion). La religió grega influí al culte i creences dels etruscs per formar part de la posterior religió romana.

## Religió popular
La naturalesa animista de les creences populars és un universal cultural antropològic. La creença en fantasmes i esperits vivint a la naturalesa i la pràctica dea culte als avantpassats està universalment present en les cultures del món i reemergeix periòdicament en les societats monoteistes o materialistes com a "superstició", la creença en dimonis, sants tutelars, fades o extraterrestres.
La presència d'una religió politeista completa, amb un culte ritual dut a terme per una casta sacerdotal, exigeix un major nivell d'organització i no està present en totes les cultures. A Euràsia, els Kalash són un dels pocs casos de politeisme que ha aconseguit sobreviure. A més, un gran nombre de tradicions populars politeistes se subsumeixen a l'hinduisme, tot i que l'hinduisme és doctrinalment dominat per la teologia monista o monoteista (Bhakti, Advaita Vedanta). El ritualisme vèdic històric politeista sobreviu com un corrent de menor importància en l'hinduisme, conegut com a Shrauta. Més àmplia és l'hinduisme popular, amb rituals dedicats a diverses deïtats locals o regionals.

## Problemàtica i textos del politeisme històric occidental
L'origen del politeisme a Occident (Euràsia i Orient Mitjà) es troba al mateix origen de la humanitat, essent de tipus politeista les primers comunitats humanes de caçadors-recol·lectors i seguint amb les primeres civilitzacions humanes de tipus sedentari a Sumer, amb estratificacions complexes i fortament relacionades amb la natura, els avantpassats i les històries patrimonials, tal com es demostra a les diferents troballes arqueològiques funeràries i tribals.
Com s'ha dit, des del monoteisme s'ha intentat veure a les anteriors religions politeistes com a bàrbares o, en el cas del cristianisme durant l'edat mitjana o l'islam, de l'edat mitjana i fins a l'actualitat, se les relaciona amb l'adoració de dimonis i la idolatria, essent castigades durament, sovint amb tortures o l'execució. Com es demostra als textos que ens han arribat, sovint de segones fonts, s'albira que les religions anteriors a la dominació de les grans religions monoteistes occidentals contenien una gran complexitat espiritual, tal com es demostra en els misteris eleusins, en els textos de Sal·lusti, Aristòtil, Plató, Heròdot o a Guerra de les Gàl·lies, de Juli Cèsar, pel que fa a la religió practicada pels antics celtes. Però el que ens ha quedat són en la seva majoria conjectures de segona mà i teories, ja que per intentar treure a la llum les religions dels nostres avantpassats els especialistes es troben amb una sèrie de greus problemes:
- Les primeres religions politeistes seguien una tradició oral no-escrita. En alguns casos això es va estendre fins a l'edat mitjana, com en el cas de la religió practicada pels pobles bàltics, els últims pobles pagans d'Europa, conquerits per una croada a mans dels cavallers teutònics, però la religió dels quals pervisqué en secret i sota pena de mort fins ben entrat el segle xvii.
- Moltes de les fonts que tracten les antigues religions politeistes són d'observadors de segona mà que parlen d'elles quan ja havien estat desplaçades. És el cas de l'Edda prosaica, de Snorri Sturluson, compilada a una Islàndia ja cristianitzada. Així els textos que ens han arribat contenen forts elements sincrètics i influïts per la religió monoteista dominant.
- En alguns casos les religions monoteistes que desplaçaren a les anteriors religions politeistes procuraren la desaparició sistemàtica dels seus sacerdots, textos (si n'hi havia) i fidels, seguint pràctiques de conversions forçoses o la persecució violenta. Així, per exemple, el genocidi cultural que va procurar el primer rei cristià de Noruega, Olaf Tryggvason, anomenat Olaf I, que lligava els Seiðr -practicants de l'antiga religió nòrdica- als skerry -petites roques enfront de la costa noruega- durant la pujada de la marea perquè s'ofeguessin lentament.

Degut a això s'ha conservat ben poc dels seus textos originals. Alguns dels textos més importants de les religions politeistes occidentals que han arribat de primera mà fins als nostres dies són:
- Les làmines àuries i els Papirs de Derveni, textos fonamentals de l'orfisme, corrent religiós i escola mistèrica de la religió grega.
- Els Textos de les Piràmides i el Llibre dels Morts de la religió egípcia.

## Religions del món contemporani

### Budisme i xintoisme
Al Budisme, hi ha éssers superiors comunament anomenats (o designats) com déus, els Deva, però el budisme, en el seu nucli (a l'original Cànon Pali), no ensenya el concepte de pregar i adorar els Devas o a qualsevol déu.
No obstant això, en el budisme, el líder principal "Buda", que va ser pioner en el camí cap a la il·luminació no és adorat en la meditació, sinó que simplement es reflecteix sobre el meditant. Estàtues o imatges de Buda (Buddharupas) són venerades a davant per reflexionar i contemplar les qualitats que la posició particular d'aquest rupa representa. En el budisme no hi ha un creador i el Buda va rebutjar la idea que una, deïtat permanent, fixa, personal i omniscient pogués existir, unint-lo en el concepte bàsic de la impermanència (anicca).
Els Devas, en general, són éssers que han tingut més karma positiu en les seves vides passades que els humans. La seva esperança de vida, però, amb el temps acaba. Quan les seves vides acaben, renéixen com devas o com altres éssers superiors. Quan s'acumula karma negatiu, reneixen com humans o qualsevol dels altres éssers inferiors. Els éssers humans i altres éssers també poden renéixer com un deva en el seu següent renaixement, si s'acumula suficiens karma positiu.
El budisme florí en diferents països, i alguns d'aquests països tenien religions populars politeistes. El budisme sincretiza fàcilment amb altres religions. Per tant, s'ha barrejat amb les religions populars i va sorgir en les variants politeistes, així com les variants no teistes. Per exemple, al Japó, el budisme, barrejat amb el xintoisme, que rendeix culte a deïtats anomenades kami, va crear una tradició que resa als déus del xintoisme com una forma de Buda. Per tant, pot haver-hi elements de l'adoració dels déus en algunes formes de budisme més tardà.
Els conceptes d'Adi-Buddha i Dharmakaya són els més propers al monoteisme de qualsevol altra forma de budisme. Tots els savis i Bodhisattvas famosos són considerats com un reflex d'aquesta. Adi-Buda no es diu que és el creador, però si l'origen de totes les coses, sent una deïtat en un sentit emanacionista.

### Cristianisme

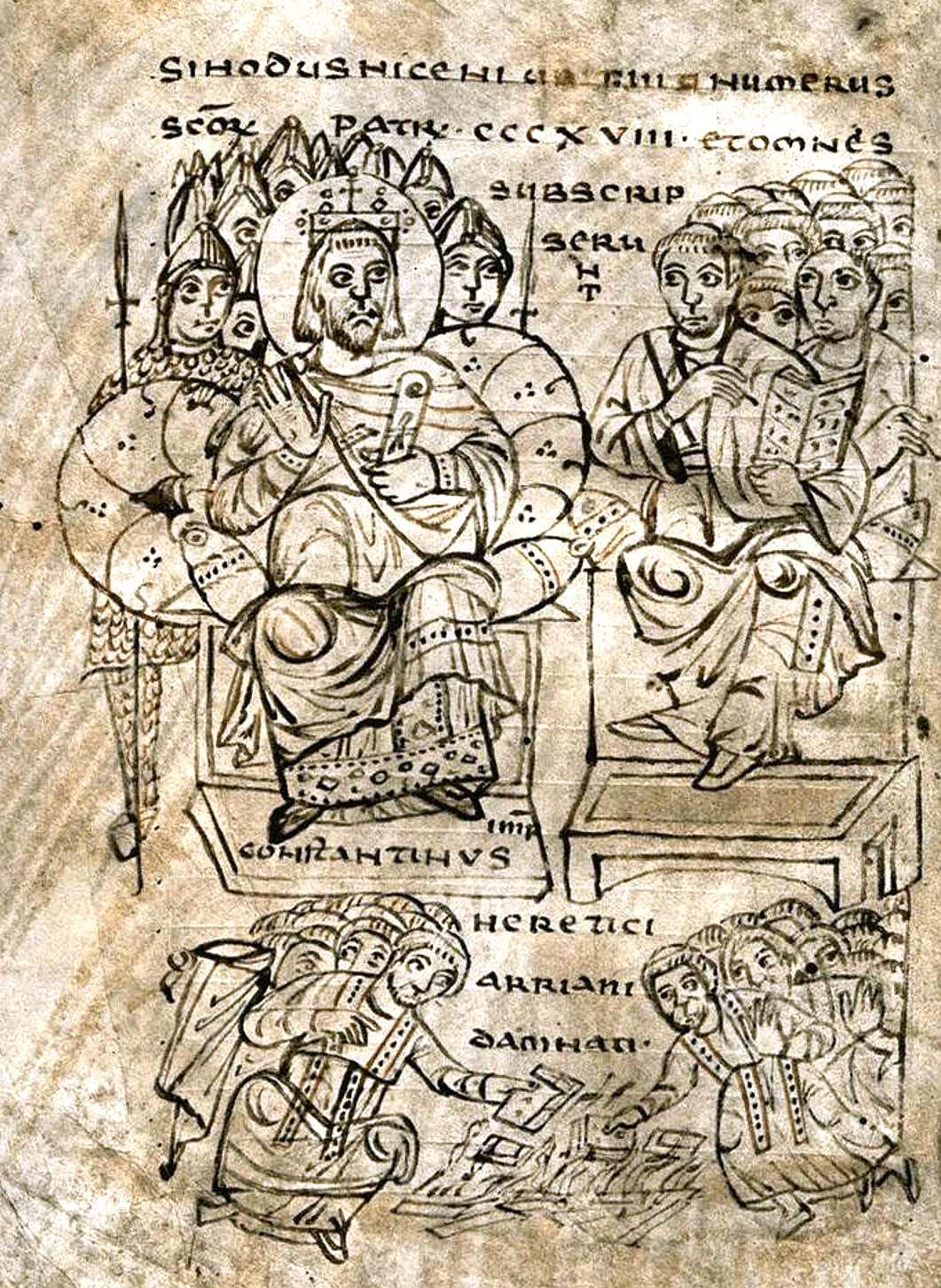
L'Emperador Constantí i el Concili de Nicea. A la part baixa es pot veure com cremen els llibres arrians.

Històricament la majoria de les esglésies cristianes han ensenyat que la naturalesa de Déu és un misteri, en el sentit original, tècnic, és cosa que ha de ser revelada per la revelació especial en comptes de deduir -la a través d'una revelació general. Entre els primers cristians hi va haver un considerable debat sobre la naturalesa de Déu, amb algunes faccions que advoquen per la deïtat de Jesús i altres que demanen una concepció de Déu arriana.
Aquests temes de la cristologia van ésser uns dels principals temes de controvèrsia en el Primer Concili de Nicea, celebrat a Nicea (en l'actual Turquia), convocada per l'emperador romà Constantí I el Gran l'any 325, va ser la primera (o segona, si es compta la Seu Apostòlica Concili de Jerusalem) ecumènica, concili de bisbes de l'Imperi Romà, i va resultar en la primera doctrina cristiana uniforme, anomenada Credo de Nicea. Amb la creació del Credo, es va establir un precedent per als posteriors 'concilis de bisbes generals (ecumènic)', (sínodes) per crear declaracions de creences i cànons de la doctrina ortodoxa - la intenció és definir la unitat de les creences de l'Església d'Estat de l'Imperi Romà i erradicar l'heretgia.
L'objectiu del Concili és resoldre els desacords a l'Església d'Alexandria sobre la naturalesa de Jesús en relació amb el Pare, en particular, si Jesús era de la mateixa substància que Déu Pare o simplement d'una substància similar. Alexandre i Atanasi d'Alexandria van prendre la primera posició, el popular prevere Arri, del qual ve el terme arrianisme, pren la segona. El Concili va decidir en contra dels arrians aclaparadorament (dels aproximadament 250-318 assistents, tots menys 2 voten contra Arri).
Les tradicions cristianes ortodoxes (ortodoxos, catòlics, protestants i evangèlics) segueixen aquesta decisió, que va ser codificada en 381 i va aconseguir el seu ple desenvolupament a través de la tasca dels pares capadocis. Consideren que Déu és una triple entitat, anomenada Trinitat, que comprèn les tres "persones" Déu Pare, Déu Fill i Déu Esperit Sant, el tres es descriuen com "de la mateixa substància" (ὁμοούσιος). La veritable naturalesa d'un Déu infinit, però, s'afirma que va més enllà de la definició, i "la paraula" persona "no és més que una expressió imperfecta de la idea, i no és bíblic. En el llenguatge comú es refereix a un individu racional i moral independent, posseïdor de la consciència de si mateix, i conscient de la seva identitat enmig de tots els canvis. L'experiència ensenya que, quan s'és una persona, també es té una essència individual diferent. Cada persona és un individu diferent i separat, en el qual s'individualitza la naturalesa humana. Però en Déu no hi ha tres individus, al costat de, i independents de, només caràcters personals diferents dins de l'essència divina, que no és només genèricament, sinó també numèricament, una."
Alguns crítics, especialment entre els jueus i els musulmans, sostenen que a causa de l'adopció d'un concepte Trinitari de la deïtat, el cristianisme és en realitat una forma de triteisme o politeisme, per exemple, veure shituf. Aquest concepte es remunta als ensenyaments de l'Església d'Alexandria, que afirmava que Jesús, després d'haver aparegut més tard en la Bíblia que el seu "pare", havia de ser un Déu secundari menor i, per tant, "diferent". Aquesta controvèrsia va portar a la convenció del Concili de Nicea l'any 325 dC. Majoritàriament els cristians afirmen que el monoteisme és fonamental per a la fe cristiana, com al Credo de Nicea (i altres), que dona la definició cristiana ortodoxa de la Trinitat, comença així: "Crec en un sol Déu".
Alguns cristians rebutgen incorporar la teologia trinitària, com els testimonis de Jehovà, els mormons, els unitaris, els cristadelfs, l'Església de la Conferència General de Déu, el socinisme, i alguns elements de l'anabaptisme no ensenyen en absolut la doctrina de la Trinitat. A més el pentecostalisme unicitari rebutja la formulació del credo de la Trinitat, que hi ha tres persones diferents i eternes en un sol ser, en lloc d'això creuen que hi ha un sol Déu, un esperit singular que es manifesta en moltes formes diferents, incloent-hi el Pare i el Fill i l'Esperit Sant.
El Deisme és una filosofia de la religió, que va sorgir de la tradició cristiana durant l'Edat Moderna. Es postula que hi ha un Déu que, no obstant això, no intervé en els assumptes humans. Alvin J. Schmidt sosté que des de la dècada de 1700, les expressions de Religió Civil als Estats Units han passat del deisme a una postura politeista.
L'Unitarisme és una doctrina cristològica en contrast amb el cristianisme trinitari, postulant que Jesús era completament humà, un Messies.

### Hinduisme

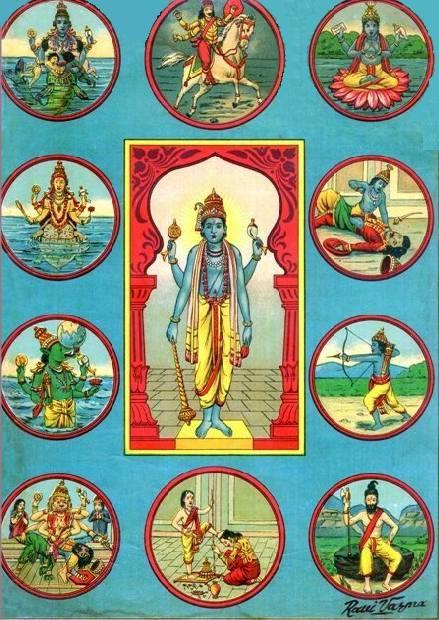
Avatars del déu hindú Vishnu

L'hinduisme està lluny d'ésser una la religió monolítica: moltes i variades tradicions i pràctiques religioses s'agrupen sota el seu terme paraigua i alguns erudits moderns han qüestionat la legitimitat d'aquesta unificació artificial i suggereixen que s'ha de parlar de "hinduismes" en plural. L'hinduisme teista abasta tant les tendències i les variacions monoteistes i politeistes o barreges d'ambdues estructures. La pàgina web Hinduism Facts afirma que hi ha un Ésser Suprem (Braman) i una sèrie de deïtats. Aquestes deïtats se'ls coneix com a "semidéus" i erròniament com "déus".
Els hindús veneren a Déu en la forma de Murti, una icona. La Puja (adoració) de Murti és com una manera de comunicar-se amb l'informe, la divinitat abstracta (Braman en l'hinduisme), que crea, sosté i dissol la creació.
Alguns filòsofs hindús i teòlegs sostenen una estructura metafísica transcendent amb una sola essència divina. Aquesta essència divina es refereix generalment com Braman o Atman, però la comprensió de la naturalesa d'aquesta essència divina absoluta és la línia que defineix moltes tradicions filosòfiques hindús com el Vedanta.
Entre els hindús laics, alguns creuen en diferents deïtats que emanen de Brahman, mentre que altres practiquen el politeisme i l'henoteisme més tradicional, centrant la seva adoració en una o més deïtats personals, mentre que fan una concessió a l'existència de les altres.
Acadèmicament parlant, les antigues escriptures vèdiques, sobre les quals es deriva l'hinduisme, descriuen quatre línies autoritzats d'ensenyament disciplinari que tenen el seu origen a través de milers d'anys. (Padma Purana). Quatre d'elles proposen que la Veritat Absoluta és totalment personal, com en la teologia judeocristiana. Perquè el Déu Original Primigeni és personal, alhora transcendent i immanent a tota la creació. Pot ser, i sovint és abordat a través de l'adoració de Murti, anomenat "Archa-Vigraha", que es descriuen en els Vedas com retrats de les seves diverses formes i dinàmiques espirituals. Aquesta és la teologia Vaisnava.
La cinquena línia discipular de l'espiritualitat vèdica, fundada per Shankaracharya, promou el concepte que l'Absolut és Braman, sense diferenciacions clares, sense voluntat, sense pensament, sense intel·ligència.
A la denominació Smarta de l'hinduisme, la filosofia de l'Advaita exposada per Adi Shankara permet la veneració de nombroses deïtats entenent que totes elles no són més que manifestacions d'una força divina impersonal, Braman. Per tant, d'acord amb diverses escoles de Vedanta com la de Shankara, que és el més influent i important dins la tradició de la teologia hindú, hi ha un gran nombre de déus en l'hinduisme, per exemple, Vishnu, Xiva, Ganesha, Hanuman, Lakshmi i Kali, però són essencialment diferents formes del mateix "ser". No obstant això, molts filòsofs Vedanta també argumenten que totes les persones estan unides pel mateix poder impersonal i diví en la forma de l'Atman.
Molts altres hindús, però, veieren el politeisme com a molt millor que el monoteisme. Ram Swarup, per exemple, apunta els Vedas com específicament politeistes, i afirma que, "només una forma de politeisme pot fer justícia a aquesta varietat i riquesa per si sola." Sita Ram Goel, un altre historiador hindú del segle 20, va escriure:
| « | "Vaig tenir l'ocasió de llegir el manuscrit d'un llibre que [Ram Swarup] havia acabat d'escriure el 1973. Era un estudi profund de la religió monoteista, el dogma central de l'Islam i el cristianisme, així com una poderosa presentació del que els monoteistes denuncien com politeisme hindú. Mai havia llegit res igual. Era una revelació per a mi el fet que el monoteisme no era un concepte religiós, sinó una idea imperialista. He de confessar que jo mateix m'havia inclinat cap al monoteisme fins aquest moment. I mai havia pensat que una multiplicitat de déus era l'expressió natural i espontània d'una consciència evolucionada." | » |

No obstant això, aquesta noció de politeisme, sempre s'entén en el sentit de polimorfisme - un Déu de moltes formes i noms. El Rig Veda, la principal escriptura hindú, ho aclareix de la següent manera:

L'hi diuen Indra, Mitra, Varuna, Agni, i ell és el celestial Garutman de nobles ales. El que és un, els savis l'hi donen molts títols anomenant-lo Agni, Yama, Matarisvan. Llibre I, Himne 164, versicle 46 Rigveda

### Religió Serer
A Àfrica, el politeisme de la religió Serer es remunta tan lluny com al Neolític (possiblement abans) quan els antics avantpassats dels Serer representaven el seu Pangool al Tassili n'Ajjer La deïtat creadora suprema en la religió Serer és Roog. No obstant això, hi ha moltes deïtats i Pangool (singular: Fangool, els intercessors amb lo diví.) en la religió Serer, cada un té el seu propi propòsit i serveix com a agent de Roog a la Terra Entre els oradors Cangin, un subgrup dels Serer, Roog es coneix com a Koox.

## Neopaganisme

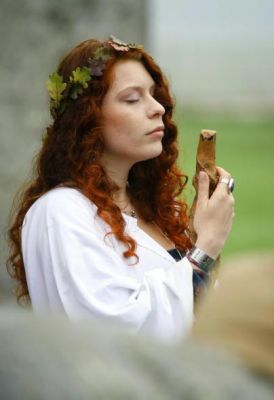
Druïdessa en l'actualitat (neodruïdisme, un tipus de reconstruccionisme politeista).

El politeisme dur té la creença que els déus són diferents entre si, éssers divins separats, reals i no arquetips psicològics o personificacions de forces naturals. Així, rebutgen la idea que "tots els déus són un déu." i no consideren necessàriament que els déus de totes les cultures siguin igualment reals, una posició teològica coneguda formalment com a politeisme integrador o omniteisme.
Això contrasta amb el politeisme suau, que sosté que els déus són aspectes d'un sol déu, arquetips psicològics o personificacions de les forces naturals.
El politeisme suau és freqüent en la Nova Era i corrents del neopaganisme sincrètic, com a interpretacions de deïtats com arquetips de la psique humana. L'ocultista Dion Fortune va ser una de les principals popularitzadores del politeisme suau. En la seva novel·la, The Sea Priestess va escriure, "Tots els déus són un sol Déu, i totes les deesses són una deessa, i hi ha un iniciador." Aquesta frase és molt popular entre alguns neopagans (en particular els Wiccans) i de forma incorrecta sovint es creu que és només una obra de ficció moderna. No obstant això, Fortune, de fet, va citar una font antiga, la novel·la L'ase d'or de Luci Apuleu. El politeisme suau de Fortune que va entre el monoteisme i el politeisme ha estat descrit com "panteisme" (grec: πάν pan 'tot' i θεός theos 'déu'). No obstant el "panteisme" té una llarga història d'ús per referir-se a una divinitat immanent que tot ho abasta.

### Wicca
Wicca és una fe duoteista creada per Gerald Gardner, en el si de la qual es permet el politeisme. Els wiccans adoren específicament el Senyor i Senyora de les Illes (els seus noms són sagrats sota jurament) És una religió mistèrica ortopràctica que requereix la iniciació al sacerdoci per tal de considerar-se a si mateix wiccà. La Wicca destaca la dualitat i el cicle de la natura.

### Reconstruccionisme
Els reconstruccionistes són neopagans que apliquen disciplines acadèmiques com ara història, etimologia, arqueologia, lingüística i altres a una religió tradicional que ha estat destruïda, per exemple el paganisme nòrdic, el neo-hel·lenisme, el paganisme celta i altres. Després d'investigar la seva trajectòria un reconstruccionista aplica els costums, la moral i la cosmovisió d'aquella als temps moderns. Tot i que molts es descriuen a si mateixos com politeistes "durs", altres afirmen que això no és només la teologia politeista històricament exacta.